# ژاک–آنری برناردن دو سن–پیر
ژاک–آنری برناردَن دو سن–پیر (به فرانسوی: Jacques-Henri Bernardin de Saint-Pierre) نویسندهٔ قرن هجدهم میلادی اهل فرانسه است.

## آثار
- پل و ویرژینی
- قهوه‌خانه سورات
- کلبهٔ هندی
- مطالعاتی در طبیعت
- مسافرت به ایل دو فرانس
- هماهنگی طبیعت
- خوشبختی چیست